# Gliwice
Gliwice (tysk Gleiwitz, latin Glivitium) er en industriby i voivodskabet Schlesien i Polen ved floden Kłodnica, ca 20 km vest for Katowice. Byen er beliggende i Schlesien.

## Sport
- Piast Gliwice er en polsk fodboldklub.